# Maricopodynerus differens
Maricopodynerus differens är en stekelart som beskrevs av Richard Mitchell Bohart 1988. Maricopodynerus differens ingår i släktet Maricopodynerus och familjen Eumenidae. Inga underarter finns listade i Catalogue of Life.